# Touro Preto (raça bovina)
A raça de Touro Preto mais conhecida como touro de lide, ou também denominado touro bravo, ou touro miura designa aos espécimenes macho de uma heterogénea população bovina desenvolvida, selecionada, e criada para seu emprego em diferentes espetáculos taurinos, como as corridas ou os encierros. Procedem das raças autóctones da península ibérica, conhecidas como  «tronco ibério», que desde tempo imemorial propiciaram as formas mais primitivas de tauromaquia. Caracteriza-se por uns instintos atávicos de defesa e temperamentais, que se sintetizam no telefonema "bravura", bem como atributos físicos tais como uns cornos grandes para diante e um potente aparelho locomotor.

## Origens

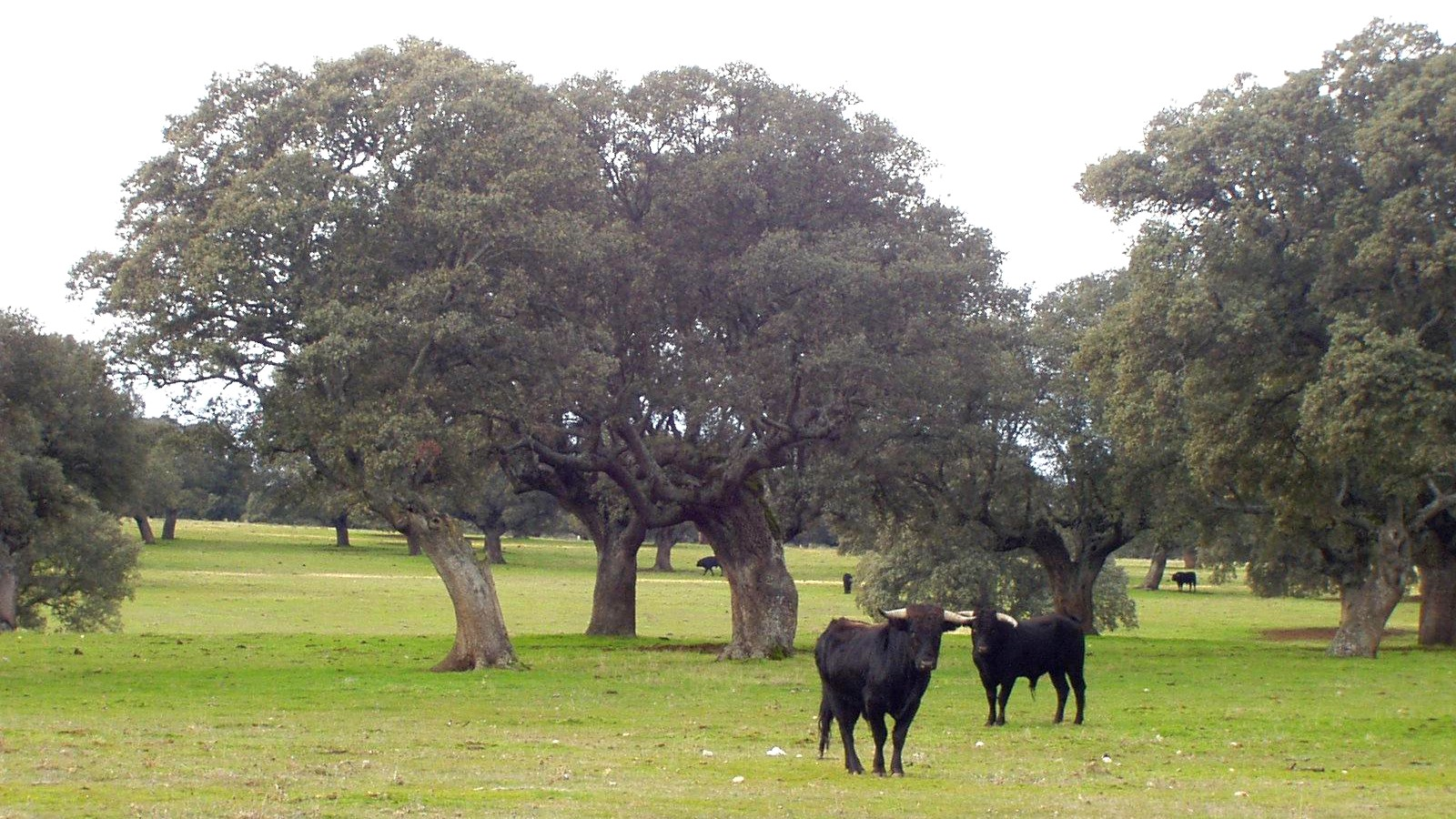
Touros de lide. Dehesa de Salamanca.

O touro procede do tipo uro, da subespécie Bos primigenius primigenius, antepassado do atual Bos primigenius taurus, uma rês de grande tamanho que em seus tempos foi caçado em toda Europa Central e do Norte; do qual têm ficado diferentes e numerosos depoimentos plásticos ao longo de todo o continente europeu, incluída Espanha, desde o período paleolítico. Conquanto o touro desapareceu dos bosques de Europa central no século XVII, não sucedeu o mesmo na península ibérica onde o touro permaneceu de forma ininterrompida segundo os depoimentos documentários que avalan que os touros seguiam existindo e que estes eram empregues em corridas de touros durante o século século XVII, como nas festas de touros em Cuéllar (Segovia) no ano 1215 ou nas festas populares de Portugal durante o reinado de Alfonso III nas que se celebraram festas e casamentos com corridas de touros.
Um dos aspectos da história do touro de lide que mais se presta a discussão é a determinação sobre o aparecimento da criação do mesmo com fins de lide, selecionando instâncias e raças, com fins comerciais, ou destinados aos espectáculos taurinos de toda a índole. Não parece que existisse uma seleção especial durante a Idade Média, na que no entanto, os touros, como outros animais selvagens, eram mantidos em cautividad e protegidos pelos senhores feudais para propósitos de criança ou de caça.
Em tempos dos Reis Católicos já começaram-se a conhecer, de modo que os primeiros indícios de seleção do touro bravo apontam aos séculos XV e XVI na província de Valladolid, onde a proximidade à Corte, ainda itinerante nesta época, fez que se criasse em amplos terrenos uma vacada que pôde sentar as bases do touro de lide atual. Desde os termos de Boecillo, A Pedraja de Portillo e Aldeamayor de San Martín, partiam os touros para as festas dos povos, da Corte ou para as eclesiásticas[carece de fontes?]. O nome desta pretendida ganadería primigenia foi Raso de Portillo, e foi conhecida até finais do século XIX. Existe a crença de que estes touros foram os primeiros empregados em festejos reais.
Paralelamente começaram a desenvolver-se ganaderías em outros lugares de Espanha. Andaluzia pôs-se à cabeça na criança de touros, conquanto também tiveram sua importância os que se criaram a orlas do Jarama, os chamados Jijones de Villarrubia dos Olhos, os navarros e os aragoneses. Foi na segunda metade do século XVII quando as vacadas de touros bravos começaram a se organizar, ainda que ainda sem fins claramente comerciais. Teve que passar um século mais pára que o espectáculo taurino cobrasse auge e aparecessem as ganaderías orientadas claramente aos espetáculos taurinos já com fins comerciais.
Por conseguinte, o touro atual pode considerar-se o resultado do trabalho de seleção efetuado desde princípios do século XVIII mediante a prova da tienta a fim de eleger para sua reprodução instâncias nos que coincidissem determinadas características, aquelas que permitissem o exercício da lidia; isto é, a sucessão de sortes que se executam nas corridas de touros desde que o touro sai ao rodo até que, uma vez que o diestro lhe deu morte, é arrastado pelas mulillas. Estas características têm variado tanto ao longo dos séculos como o toreo mesmo, se mantendo como sustenta do mesmo um único denominador comum: a bravura do touro. Nasceram então, já na segunda metade do século XVIII, as que se consideram as castas fundacionales das que partem os encastes actuais: Morucha Castelhana (Boecillo), Navarra, Touros a Terra e Jijona (Madri e a Mancha), Cabrera e Gallardo (O Porto de Santa María), Vazqueña, Vega-Villar (Utrera) e Vistahermosa, conquanto na actualidade o 90% das divisas existentes procedem todas desta última.

## Características das castas

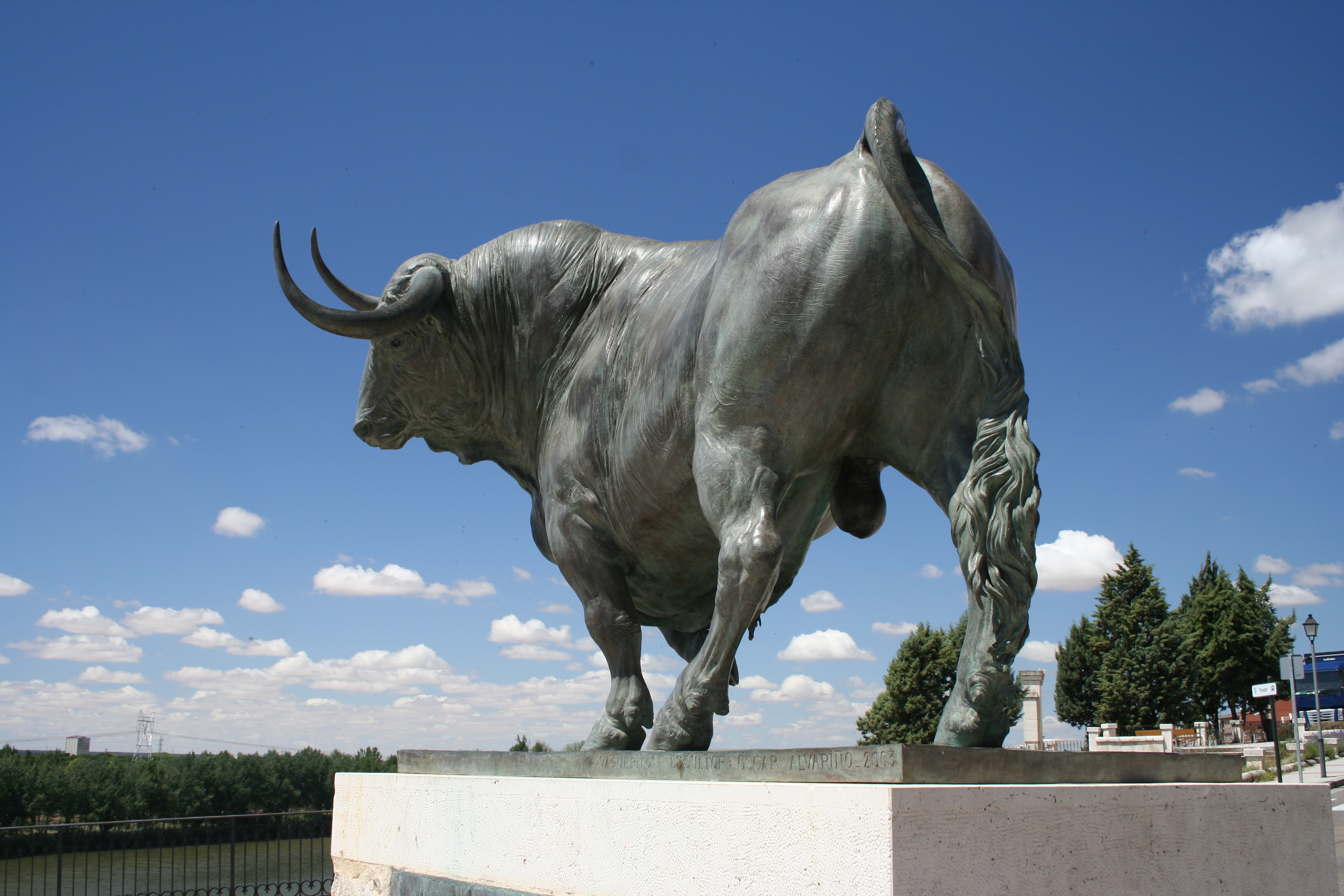
Monumento ao touro de lide mais especificamente ao Touro da Vega em Tordesillas, Valladolid.

Segundo Nieto, ao falar de casta do touro bravo está a fazer-se referência ao genótipo do animal, isto é "à constituição orgânica, à estrutura e funcionalidade de cada touro, que compreende todos os fatores hereditários de seus ascendentes". De tal modo, falar de castas supõe falar da origem morfológico e zootécnico do touro bravo, podendo distinguir-se características diferenças que as fazem singulares.

### Casta Navarra
A Casta Navarra, surgida no século XVII, caracteriza-se por ter animais com um protótipo elipométrico, subcóncavo e marcadamente brevilíneo, com olhos muito saltones e encornaduras acarameladas, curtas de desenvolvimento e apontando para acima (veletos, cornivueltos e cornipasos). Os pelajes característicos são o colorado, em todas suas variantes, o castaño e, em menor medida, o negro.

### Casta Cabrera
A Casta Cabrera, à qual pertence a conhecida ganadería de Miura, surgiu em meados do século XVIII e está caracterizada por dispor de rêses com um tipo longilíneo, com perfil cefálico subcóncavo, de grande alçada, com cabeça e pescoço longos. Sua mirada é muito expressiva, o abdomen é recolhido e costumam ser zancudos. Apresentam encornaduras bastante desenvolvidas, grossas em sua base e que se inserem por trás da linha de prolongamento da nuca no frontal. Apesar de seu tamanho não gozam de uma boa conformação desde o ponto de vista cárnico e apresentam variedade de pintas, predominando os negros, cárdenos, castaños, colorados e com menor frequência sardos e salineros, e a maioria das particularidades complementares ou acidentais.

### Casta Gallardo
A Casta Gallardo, identificada claramente com a ganadería de Pablo Romero (Partido de Resina), surge em Andaluzia  no final do século XVIII e caracteriza-se por suas instâncias são mediolíneos, de perfil subcóncavo e com tendência à hipermetría, como consequência do grande desenvolvimento das massas musculares, especialmente do dorso, lombo e terço posterior; com grande  desenvolvimento ósseo e finos de pele; bem como a cabeça é curta, com predominio de animais chatos e ademais carifoscos, e as encornaduras em gancho têm uma longitude média e são muito harmônicas. Ademais, dispõem os touros de Gallardo de um pescoço curto e o morrillo aparece muito desenvolvido; peito largo, costillares muito arqueados e extremosidades mais bem curtas e bem aplomadas. Pinta-las, isto é, a cor de sua pelaje é cárdeno em todas suas variantes ainda que também juntem touros de cor negra.

### Casta Vazqueña
A Casta vazqueña, surgida durante o primeiro terço do século XVIII, caracteriza-se por suas rêses de talha média, muito carifoscas, largas e com a pele um pouco mais grossa que o conjunto das instâncias da raça de lidia. As extremidades são grossas e mais bem curtas. As encornaduras apresentam bom grau de desenvolvimento. As instâncias pertencentes a esta casta Vazqueña destacam principalmente por sua variedade de pelajes, dando-se todos os grupos de pintas presentes na raça de lidia (ensabanados, jaboneros, melocotones, colorados, castaños, tostados, cárdenos, sardos, salineros, berrendos e negros). Derivados directamente da casta Vazqueña, subsistem na actualidade duas linhas: a de Concha e Serra e a de procedente da antiga ganadería do Duque de Veragua, cujo máximo representante na atualidade é a ganadería do marqués de Seoane, Tomás Prieto da Cal.
A Casta Jijona e da Terra é uma das castas mais antigas do touro de lidia já que remonta suas origens no final do século XVI. No entanto, na actualidade, os touros desta origem zootécnica estão praticamente desaparecidos, com tão só algumas ganaderías que mantêm redutos genéticos de dita casta. Suas rêses caracterizaram-se por ser bastos de hechuras, grandes de alçada, ligeiros de pata e resistentes durante a lidia; apresentando encornaduras desenvolvidas e com um predominio das capas retintas e coloradas.

### Casta Morucho-Castelhana
A Casta Morucho-Castelhana, surgida durante o século XVI na província de Valladolid, na atualidade considera-se extinta já que não há nenhuma ganadería que conserve rêses vivas com #o ónus genético própria desta casa. No entanto, alguns estudos permitem conhecer quais eram as características que definiam a este tipo de rêses, se caracterizando por ser touros de grande talha, com olhos saltones e pescoço longo; predominante touros de pelaje negro com acidentes como bociblanco; e apresentando um carácter bravo ainda que mansos na sorte de varas.

### Casta Vistahermosa
A Casta Vistahermosa é um dos protótipos raciais mais estendidos do touro de lidia na actualidade, apresentando diferentes subtipos ou encastes que dispõem de características próprias e diferenciadas. Destacam por sua exclusividade: os encastes Murube-Urquijo, Contreras, Saltillo, Santa Coloma, Albaserrada, Urcola e os denominados encastes derivados de Parladé (Gamero-Cívico, Pedrajas, Conde da Corte, Atanasio Fernández, Juan Pedro Domecq, Núñez e Torrestrella).
Igualmente, fruto dos cruzes dos touros de Vistahermosa com outras castas têm surgido encastes específicos como os de Hidalgo-Barquero, Vega-Villar e Villamarta.

## O trapío
O trapío de um touro de lidia é o conjunto de rasgos externos, atitudes e reacções observables a simples vista. Existe um riquísimo vocabulário taurino para designar os diferentes aspectos da morfología e comportamento do touro. Diz-se que um touro tem trapío quando reúne as qualidades físicas e a presença necessária para a lidia. Segundo Pedraza Jiménez, os principais rasgos morfológicos para determinar o trapío de um touro são:
- Tamanho e peso.
- Estatura.
- Conformação do tronco.
- Conformação das extremidades.
- Conformação da cabeça e o pescoço.
- Conformação da cornamenta.
- Pele, cabelo e capa.

## Comportamento

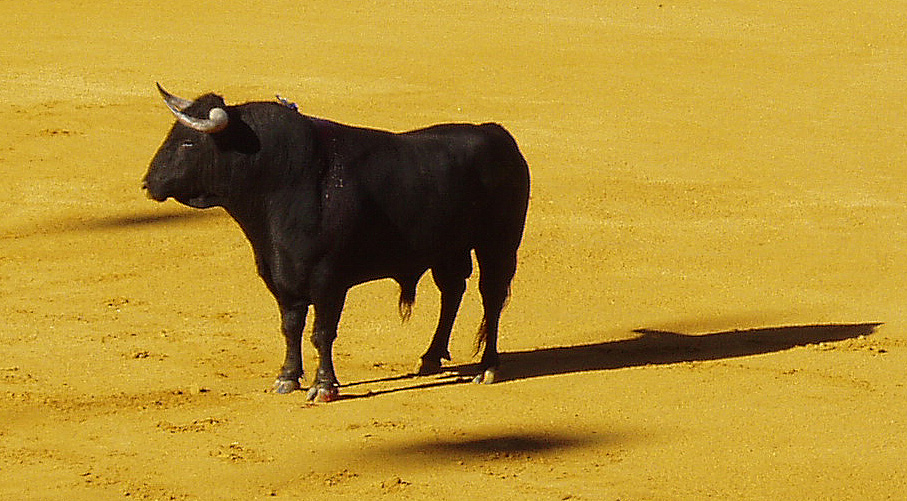
O touro bravo no rodo de uma praça de touros (Espanha).

O touro de lide é um animal gregário, que acha segurança e refúgio numa manada. Após o nascimento, e dantes do destete, o bezerro viverá oito ou nove meses alimentado e protegido por sua mãe. Dado que sua maturidade sexual produz-se aos 16 meses aproximadamente, pouco depois do ano separam-se machos e fêmeas, que, a partir desse momento, viverão em cercados diferentes. As diferentes idades denominam-se com nomes específicos: añojos (um ano), erales (dois anos), utreros (três anos), cuatreños (quatro anos) e cinqueños (cinco anos).
Nas manadas de touros estabelece-se uma rigorosa hierarquia. Denomina-se mandón ao touro dominante e que maltrata aos demais. Com certa frequência, este chefe é desafiado por outro membro da torada para arrebatar-lhe a liderança, produzindo-se violentas brigas. O touro derrotado denomina-se abochornado e é atacado e perseguido pelo resto da manada, ficando apartado da mesma e voltando-se irrascível e muito perigoso.
É uma crença estendida que aos touros supostamente lhes altera de alguma maneira a cor vermelha. Esta crença é falsa, como também o é que estes animais vejam em alvo e negro, pois em realidade os touros contam com visão dicromática especificamente deuteranopía, isto é, têm capacidade de decompor o espectro luminoso em dois componentes essenciais, e segundo a quantidade de cada um são capazes de diferenciar as diferentes cores mas carecem dos fotorreceptores retinianos do verde. Em realidade, aos touros não lhes altera o vermelho, o vêem, mas não lhes cria uma conduta agressiva, quando carregam contra o capote, carregam contra o movimento.

## Interesse zoológico
Ao invés que a maioria das raças de ganhado doméstico, os touros de lidia apresentam uma série de características físicas e temperamentales mais próprias de um bóvido selvagem, destacando ademais a informação genética que contribui sua cromosoma E, que faz única a esta raça. Isto não deve resultar estranho se se tem em conta que à hora de desenvolver estas castas os criadores nunca pretenderam potenciar coisas como uma maior produção de carne e leite ou uma mansedumbre e ausência de cornos acentuadas para fazer aos animais mais manejables ao trato humano, sina que simplesmente se procurou conservar (e ainda potenciar ligeiramente) um comportamento algo mais violento do normal que fizesse ao animal mais propenso à acometida e por tanto ao espectáculo taurino. Certos autores como o neerlandés Cis vão Vuure têm assinalado diversas coincidências na estrutura corporal e coloración comuns do touro de lidia com as possuídas pelo hoje extinto touro selvagem europeu ou uro, do que se diferencia por pouco mais que seu menor tamanho e longitude de cornos. Durante sua vida em semilibertad nas dehesas, o touro de lidia mantém também uns costumes similares às de um animal selvagem, formando manadas, se defendendo de possíveis perigos por si mesmo e desempenhando um labor incalculable no meio.

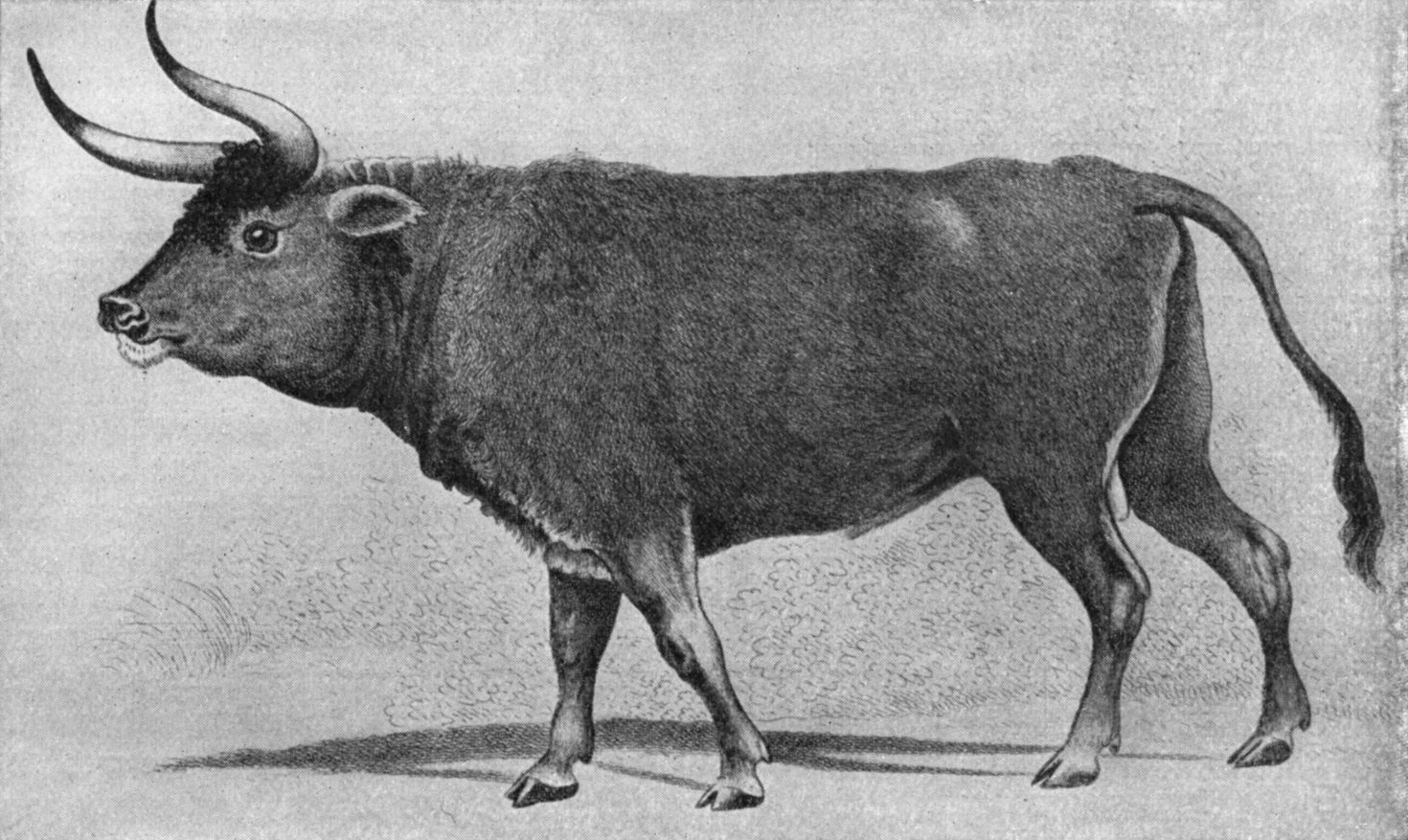
Gravado anónimo encontrado em Augsburgo, a princípios do século XIX. Representa a um uro, subespécie selvagem já extinta.

Vão Vuure chega a sugerir[cita [carece de fontes?] inclusive que os touros de lidia são ainda mais "urinos" que os uros recreados por criança selectiva em alguns zoológicos durante o século XX, como o chamado Bovino de Heck, e que hoje têm sido introduzidos em reservas naturais dos Países Baixos e Alemanha. Apesar do empenho posto na selecção, estes supostos uros modernos seguem apresentando na actualidade uma complexión mais ligeira da esperada, tamanho erróneo, cornos de longitude variável e coloración não sempre correcta. No aspecto temperamental os uros recreados encontram-se numa situação ainda pior, já que são incapazes de encontrar alimento suficiente em inverno ou defender dos lobos. Por esta e outras razões, os críticos dos Heck consideram seu experimento frustrado, consistente num simples grupo de vacas sacadas do establo e postas a pastar em bosques e praderas. O professor Z. Pucek, responsável pelo programa de recuperação do bisonte europeu no Bosque de Bialowieza (Polónia), tem chegado inclusive a definir ao touro dos Heck como "a maior fraude científica do século XX" e se negou em redondo à introdução de umas quantas cabeças na reserva.
Em seu lugar, parte destes críticos propõem submeter aos touros dos Heck a um novo programa de criança ou substituí-los directamente por uma nova geração de ganhado selecto partindo de zero. Assim, o TaurOs Project de Países Baixos descartaria definitivamente ao touro de lidia dando peso a raças de características primitivas como a tudanca de Cantabria, a pajuna andaluza, a sayaguesa de Zamora, a esteparia húngara, as anãs de Córcega e Turquia, a podolica italiana, o touro da Camarga e a maronesa de Portugal.